# Ligue A de la Ligue des nations féminine de l'UEFA 2025
Navigation
Ligue A 2023-2024 Ligue A 2027
La Ligue A de la Ligue des nations féminine 2025 est la première division de la Ligue des nations 2025, deuxième édition d'une compétition impliquant les équipes nationales féminines des 53 associations membres de l'UEFA.

## Format
La Ligue A se compose des associations classées de la première à la seizième place au classement général des Éliminatoires de l'Euro 2025, et se divise en quatre groupes de quatre équipes. Le format de la phase finale est cependant modifié par rapport à la dernière édition, les demi-finales et les finales se jouent en format aller-retour et en deux fenêtres différentes.

### Qualifications pour la Coupe du monde 2027
Les équipes classées premières et deuxièmes de chaque groupe se maintiennent en Ligue A, les équipes classées troisièmes de chaque groupe disputent les barrages de relégation contre les équipes classées deuxièmes de chaque groupes de la Ligue B, tandis que les équipes classées quatrièmes de chaque groupe sont reléguées en Ligue B.

### Tirage au sort
Les équipes sont attribuées à la Ligue A en fonction du classement général des Éliminatoires de l'Euro 2025, le 16 juillet 2024. Elles sont réparties en quatre chapeaux de quatre équipes, placées selon la liste d'accès,.
Le tirage au sort de la phase de ligue a lieu le 7 novembre 2024,.
Les équipes sont placées dans les chapeaux servant au tirage au sort en suivant le classement général des Éliminatoires de l'Euro 2025.
| Équipe    | Classement |
| --------- | ---------- |
| Espagne   | 1          |
| Allemagne | 2          |
| France    | 3          |
| Italie    | 4          |

| Équipe     | Classement |
| ---------- | ---------- |
| Islande    | 5          |
| Danemark   | 6          |
| Angleterre | 7          |
| Pays-Bas   | 8          |

| Équipe   | Classement |
| -------- | ---------- |
| Suède    | 9          |
| Norvège  | 10         |
| Autriche | 11         |
| Belgique | 12         |

| Équipe         | Classement |
| -------------- | ---------- |
| Portugal       | 17         |
| Écosse         | 18         |
| Suisse         | 19         |
| Pays de Galles | 20         |

## Groupes
Légende des classements
- Qualifiée pour la phase finale
- Barrages de relégation en Ligue B
- Relégation en Ligue B

### Groupe 1
| Rang | Équipe    | Pts | J | G | N | P | Bp | Bc | Diff |  | Résultats (▼ dom., ► ext.) |     |     |     |     |
| ---- | --------- | --- | - | - | - | - | -- | -- | ---- |  | -------------------------- | --- | --- | --- | --- |
| 1    | Allemagne | 16  | 6 | 5 | 1 | 0 | 26 | 4  | +22  |  | Allemagne                  |     | 4-0 | 4-1 | 6-1 |
| 2    | Pays-Bas  | 11  | 6 | 3 | 2 | 1 | 11 | 10 | +1   |  | Pays-Bas                   | 2-2 |     | 3-1 | 1-1 |
| 3    | Autriche  | 6   | 6 | 2 | 0 | 4 | 5  | 16 | -11  |  | Autriche                   | 0-6 | 1-3 |     | 1-0 |
| 4    | Écosse P  | 1   | 6 | 0 | 1 | 5 | 3  | 15 | -12  |  | Écosse P                   | 0-4 | 1-2 | 0-1 |     |

| 1re journée           | Autriche         | 1 - 0   | Écosse | Keine Sorgen Arena, Ried im Innkreis              |                                                   |
| 21 février 2025 18h00 | Purtscheller 14e | (1 - 0) |        | Spectateurs : 1 750 Arbitrage : Silvia Gasperotti | Spectateurs : 1 750 Arbitrage : Silvia Gasperotti |
| 21 février 2025 18h00 | Rapport          |         |        | Spectateurs : 1 750 Arbitrage : Silvia Gasperotti | Spectateurs : 1 750 Arbitrage : Silvia Gasperotti |

| 21 février 2025 | Pays-Bas                                              | 2 - 2   | Allemagne                                    | Stade Rat Verlegh, Bréda                      |                                               |
| 20h45           | ( Buurman) Beerensteyn 13e · ( Grant) Beerensteyn 66e | (1 - 1) | 45+1e Schüller (Bühl ) · 50e Nüsken (Brand ) | Spectateurs : 11 013 Arbitrage : Maria Caputi | Spectateurs : 11 013 Arbitrage : Maria Caputi |
| 20h45           | Kaptein 11e                                           | Rapport | 15e Minge                                    | Spectateurs : 11 013 Arbitrage : Maria Caputi | Spectateurs : 11 013 Arbitrage : Maria Caputi |

| 2e journée            | Allemagne                                                                               | 4 - 1   | Autriche                      | Max-Morlock-Stadion, Nuremberg                   |                                                  |
| 25 février 2025 18h15 | ( Knaak) Freigang 39e · ( Brand) Dallmann 56e · ( Dallmann) Hoffmann 70e · Endemann 82e | (1 - 1) | 3e Schasching (Purtscheller ) | Spectateurs : 14 394 Arbitrage : Ivana Martinčić | Spectateurs : 14 394 Arbitrage : Ivana Martinčić |
| 25 février 2025 18h15 | Kleinherne 89e                                                                          | Rapport | 75e Feiersinger               | Spectateurs : 14 394 Arbitrage : Ivana Martinčić | Spectateurs : 14 394 Arbitrage : Ivana Martinčić |

| 25 février 2025 | Écosse                   | 1 - 2   | Pays-Bas                                        | Hampden Park, Glasgow                              |                                                    |
| 20h30 (19h30)   | ( McLauchlan) Lawton 34e | (1 - 0) | 54e Beerensteyn (Roord ) · 64e Grant (Miedema ) | Spectateurs : 3 183 Arbitrage : Stéphanie Frappart | Spectateurs : 3 183 Arbitrage : Stéphanie Frappart |
| 20h30 (19h30)   | Adams 52e                | Rapport |                                                 | Spectateurs : 3 183 Arbitrage : Stéphanie Frappart | Spectateurs : 3 183 Arbitrage : Stéphanie Frappart |

| 3e journée         | Pays-Bas                                                 | 3 - 1   | Autriche       | Erve Asito, Almelo                                  |                                                     |
| 4 avril 2025 20h00 | Groenen 12e · ( Brugts) Egurrola 48e · Spitse 76e (pen.) | (1 - 0) | 90+4e Plattner | Spectateurs : 9 039 Arbitrage : Désirée Grundbacher | Spectateurs : 9 039 Arbitrage : Désirée Grundbacher |
| 4 avril 2025 20h00 | Van de Donk 89e                                          | Rapport | 59e Hanshaw    | Spectateurs : 9 039 Arbitrage : Désirée Grundbacher | Spectateurs : 9 039 Arbitrage : Désirée Grundbacher |

| 4 avril 2025  | Écosse    | 0 - 4   | Allemagne                                                                           | Tannadice Park, Dundee                        |                                               |
| 20h35 (19h35) |           | (0 - 2) | 2e Senß (Gwinn ) · 21e (csc) Howard (Brand ) · 57e Zicai (Dallmann ) · 59e Schüller | Spectateurs : 6 172 Arbitrage : Tess Olofsson | Spectateurs : 6 172 Arbitrage : Tess Olofsson |
| 20h35 (19h35) | Eddie 23e | Rapport |                                                                                     | Spectateurs : 6 172 Arbitrage : Tess Olofsson | Spectateurs : 6 172 Arbitrage : Tess Olofsson |

| 4e journée         | Allemagne | 6 - 1   | Écosse             | Volkswagen Arena, Wolfsbourg                   |                                                |
| 8 avril 2025 17h45 | ( Gwinn) Cerci 51e · ( Freigang) Cerci 56e · ( Lohmann) Hoffman 63e · ( Freigang) Hoffman 65e · ( Brand) Freigang 67e · ( Freigang) Cerci 76e | (0 - 1) | 40e Weir (Hanson ) | Spectateurs : 16 102 Arbitrage : Jana Adámková | Spectateurs : 16 102 Arbitrage : Jana Adámková |
| 8 avril 2025 17h45 | Senß 36e · Cerci 60e | Rapport | 70e Cuthbert       | Spectateurs : 16 102 Arbitrage : Jana Adámková | Spectateurs : 16 102 Arbitrage : Jana Adámková |

| 8 avril 2025 | Autriche         | 1 - 3   | Pays-Bas                                    | Cashpoint-Arena, Altach                      |                                              |
| 18h15        | Hickelsberger 9e | (1 - 1) | 10e Kaptein · 57e Van de Donk · 69e Miedema | Spectateurs : 2 350 Arbitrage : Ewa Augustyn | Spectateurs : 2 350 Arbitrage : Ewa Augustyn |
| 18h15        |                  | Rapport | 52e Janssen                                 | Spectateurs : 2 350 Arbitrage : Ewa Augustyn | Spectateurs : 2 350 Arbitrage : Ewa Augustyn |

| 5e journée        | Allemagne                                                                                  | 4 - 0   | Pays-Bas                 | Weserstadion, Brême                         |                                             |
| 30 mai 2025 20h30 | ( Minge) Dallmann 9e · ( Brand) Schüller 25e · ( Minge) Linder 45e · ( Gwinn) Schüller 48e | (3 - 0) |                          | Spectateurs : 32 398 Arbitrage : Alina Peşu | Spectateurs : 32 398 Arbitrage : Alina Peşu |
| 30 mai 2025 20h30 | Hendrich 86e                                                                               | Rapport | 4e Groenen · 89e Snoeijs | Spectateurs : 32 398 Arbitrage : Alina Peşu | Spectateurs : 32 398 Arbitrage : Alina Peşu |

| 30 mai 2025   | Écosse                  | 0 - 1   | Autriche                        | Hampden Park, Glasgow                               |                                                     |
| 20h35 (19h35) |                         | (0 - 0) | 62e Hickelsberger (Schasching ) | Spectateurs : 4 063 Arbitrage : Marta Huerta De Aza | Spectateurs : 4 063 Arbitrage : Marta Huerta De Aza |
| 20h35 (19h35) | Howard 45+1e · Muir 83e | Rapport | 68e Georgieva                   | Spectateurs : 4 063 Arbitrage : Marta Huerta De Aza | Spectateurs : 4 063 Arbitrage : Marta Huerta De Aza |

| 6e journée        | Pays-Bas                 | 1 - 1   | Écosse                 | Stade Roi Guillaume II, Tilbourg                  |                                                   |
| 3 juin 2025 20h30 | ( Van de Donk) Roord 10e | (1 - 1) | 27e McGovern (Lawton ) | Spectateurs : 8 180 Arbitrage : Silvia Gasperotti | Spectateurs : 8 180 Arbitrage : Silvia Gasperotti |
| 3 juin 2025 20h30 | Roord 54e                | Rapport | 51e Lawton             | Spectateurs : 8 180 Arbitrage : Silvia Gasperotti | Spectateurs : 8 180 Arbitrage : Silvia Gasperotti |

| 3 juin 2025 | Autriche    | 0 - 6   | Allemagne                                                                                               | Stade Franz-Horr, Vienne                         |                                                  |
| 20h30       |             | (0 - 6) | 1re Lohmann (Cerci ) · 9e Schüller · 26e Cerci (Bühl ) · 31e Bühl · 39e Lohmann (Cerci ) · 43e Freigang | Spectateurs : 5 150 Arbitrage : Ivana Projkovska | Spectateurs : 5 150 Arbitrage : Ivana Projkovska |
| 20h30       | Hanshaw 68e | Rapport | 54e Kett · 90+1e Minge                                                                                  | Spectateurs : 5 150 Arbitrage : Ivana Projkovska | Spectateurs : 5 150 Arbitrage : Ivana Projkovska |

### Groupe 2
| Rang | Équipe   | Pts | J | G | N | P | Bp | Bc | Diff |  | Résultats (▼ dom., ► ext.) |     |     |     |     |
| ---- | -------- | --- | - | - | - | - | -- | -- | ---- |  | -------------------------- | --- | --- | --- | --- |
| 1    | France   | 18  | 6 | 6 | 0 | 0 | 14 | 2  | +12  |  | France                     |     | 1-0 | 3-2 | 4-0 |
| 2    | Norvège  | 8   | 6 | 2 | 2 | 2 | 4  | 5  | -1   |  | Norvège                    | 0-2 |     | 1-1 | 2-1 |
| 3    | Islande  | 4   | 6 | 0 | 4 | 2 | 6  | 9  | -3   |  | Islande                    | 0-2 | 0-0 |     | 3-3 |
| 4    | Suisse P | 2   | 6 | 0 | 2 | 4 | 4  | 12 | -8   |  | Suisse P                   | 0-2 | 0-1 | 0-0 |     |

| 1re journée           | Suisse                      | 0 - 0   | Islande                                | Letzigrund, Zürich                            |                                               |
| 21 février 2025 19h00 |                             |         |                                        | Spectateurs : 7 718 Arbitrage : Jana Adámková | Spectateurs : 7 718 Arbitrage : Jana Adámková |
| 21 février 2025 19h00 | Stierli 25e · Pilgrim 90+2e | Rapport | 71e Jóhannsdóttir · 76e Brynjarsdóttir | Spectateurs : 7 718 Arbitrage : Jana Adámková | Spectateurs : 7 718 Arbitrage : Jana Adámková |

| 21 février 2025 | France              | 1 - 0   | Norvège      | Stadium de Toulouse, Toulouse                  |                                                |
| 21h10           | ( Bacha) Katoto 73e | (0 - 0) |              | Spectateurs : 15 024 Arbitrage : Cheryl Foster | Spectateurs : 15 024 Arbitrage : Cheryl Foster |
| 21h10           | Diani 88e           | Rapport | 13e Harviken | Spectateurs : 15 024 Arbitrage : Cheryl Foster | Spectateurs : 15 024 Arbitrage : Cheryl Foster |

| 2e journée            | Norvège                           | 2 - 1   | Suisse           | Viking Stadion, Stavanger                           |                                                     |
| 25 février 2025 18h00 | ( Bizet) Terland 74e · Graham 87e | (0 - 0) | 83e Schertenleib | Spectateurs : 3 713 Arbitrage : Marta Huerta De Aza | Spectateurs : 3 713 Arbitrage : Marta Huerta De Aza |
| 25 février 2025 18h00 | Bøe Risa 31e · Lund 90+2e         | Rapport |                  | Spectateurs : 3 713 Arbitrage : Marta Huerta De Aza | Spectateurs : 3 713 Arbitrage : Marta Huerta De Aza |

| 25 février 2025 | France                                                           | 3 - 2   | Islande                                                | Stade Marie-Marvingt, Le Mans              |                                            |
| 21h10           | Diani 23e · ( Karchaoui) Katoto 28e · ( Karchaoui) Baltimore 65e | (2 - 1) | 37e Vilhjálmsdóttir · 68e Sigurðardóttir               | Spectateurs : 8 559 Arbitrage : Alina Peşu | Spectateurs : 8 559 Arbitrage : Alina Peşu |
| 21h10           | De Almeida 90+5e                                                 | Rapport | 64e Brynjarsdóttir · 76e Jónsdóttir · 89e Eiríksdóttir | Spectateurs : 8 559 Arbitrage : Alina Peşu | Spectateurs : 8 559 Arbitrage : Alina Peşu |

| 3e journée                 | Islande              | 0 - 0   | Norvège     | Valbjarnarvöllur, Reykjavik                     |                                                 |
| 4 avril 2025 18h45 (16h45) |                      |         |             | Spectateurs : 906 Arbitrage : Silvia Gasperotti | Spectateurs : 906 Arbitrage : Silvia Gasperotti |
| 4 avril 2025 18h45 (16h45) | Gudn. Árnadóttir 84e | Rapport | 90+2e Engen | Spectateurs : 906 Arbitrage : Silvia Gasperotti | Spectateurs : 906 Arbitrage : Silvia Gasperotti |

| 4 avril 2025 | Suisse       | 0 - 2   | France                                    | Kybunpark, Saint-Gall                            |                                                  |
| 20h00        |              | (0 - 2) | 15e Baltimore (D. Cascarino ) · 43e Bacha | Spectateurs : 11 011 Arbitrage : Catarina Campos | Spectateurs : 11 011 Arbitrage : Catarina Campos |
| 20h00        | Terchoun 72e | Rapport | 68e D. Cascarino                          | Spectateurs : 11 011 Arbitrage : Catarina Campos | Spectateurs : 11 011 Arbitrage : Catarina Campos |

| 4e journée                 | Islande                                                                                              | 3 - 3   | Suisse                                                             | Valbjarnarvöllur, Reykjavik                  |                                              |
| 8 avril 2025 18h45 (16h45) | Vilhjálmsdóttir 45+4e · ( Jónsdóttir) Vilhjálmsdóttir 50e · ( I. Sigurðardóttir) Vilhjálmsdóttir 62e | (1 - 2) | 2e Reuteler · 17e Vallotto (Reuteler ) · 46e (csc) Gunnlaugsdóttir | Spectateurs : 870 Arbitrage : Frida Klarlund | Spectateurs : 870 Arbitrage : Frida Klarlund |
| 8 avril 2025 18h45 (16h45) | Brynjarsdóttir 90e · Halldórsdóttir 90+2e                                                            | Rapport | 45+2e, 69e Reuteler · 90+2e Calligaris · 90+2e Bachmann            | Spectateurs : 870 Arbitrage : Frida Klarlund | Spectateurs : 870 Arbitrage : Frida Klarlund |

| 8 avril 2025 | Norvège | 0 - 2   | France                                       | Ullevaal Stadion, Oslo                          |                                                 |
| 19h00        |         | (0 - 0) | 76e Baltimore (Geyoro ) · 85e Mateo (Bacha ) | Spectateurs : 7 071 Arbitrage : Katalin Kulcsár | Spectateurs : 7 071 Arbitrage : Katalin Kulcsár |
| 19h00        | Rapport |         |                                              | Spectateurs : 7 071 Arbitrage : Katalin Kulcsár | Spectateurs : 7 071 Arbitrage : Katalin Kulcsár |

| 5e journée        | Norvège                           | 1 - 1   | Islande        | Lerkendal Stadion, Trondheim                        |                                                     |
| 30 mai 2025 20h00 | ( Terland) Viggósdóttir 83e (csc) | (0 - 1) | 16e Jónsdóttir | Spectateurs : 7 158 Arbitrage : Olatz Rivera Olmedo | Spectateurs : 7 158 Arbitrage : Olatz Rivera Olmedo |
| 30 mai 2025 20h00 | Graham 42e                        | Rapport | 58e Anasi      | Spectateurs : 7 158 Arbitrage : Olatz Rivera Olmedo | Spectateurs : 7 158 Arbitrage : Olatz Rivera Olmedo |

| 30 mai 2025 | France                                                  | 4 - 0   | Suisse     | Stade Marcel-Picot, Tomblaine                       |                                                     |
| 21h10       | Mateo 11e · De Almeida 16e · Baltimore 19e · Geyoro 56e | (3 - 0) |            | Spectateurs : 12 359 Arbitrage : Iuliana Demetrescu | Spectateurs : 12 359 Arbitrage : Iuliana Demetrescu |
| 21h10       | D. Cascarino 82e                                        | Rapport | 88e Riesen | Spectateurs : 12 359 Arbitrage : Iuliana Demetrescu | Spectateurs : 12 359 Arbitrage : Iuliana Demetrescu |

| 6e journée                | Islande                                 | 0 - 2   | France                     | Laugardalsvöllur, Reykjavik                    |                                                |
| 3 juin 2025 20h00 (18h00) |                                         | (0 - 0) | 74e Baltimore · 85e Geyoro | Spectateurs : 2 132 Arbitrage : Emanuela Rusta | Spectateurs : 2 132 Arbitrage : Emanuela Rusta |
| 3 juin 2025 20h00 (18h00) | Gudn. Árnadóttir 28e · Ágústsdóttir 76e | Rapport | 88e N'Dongala              | Spectateurs : 2 132 Arbitrage : Emanuela Rusta | Spectateurs : 2 132 Arbitrage : Emanuela Rusta |

| 3 juin 2025 | Suisse | 0 - 1   | Norvège                           | Stade de Tourbillon, Sion                    |                                              |
| 20h00       |        | (0 - 0) | 4e Bøe Risa (Reiten )             | Spectateurs : 6 888 Arbitrage : Maria Caputi | Spectateurs : 6 888 Arbitrage : Maria Caputi |
| 20h00       |        | Rapport | 51e Lund · 64e Reiten · 87e Engen | Spectateurs : 6 888 Arbitrage : Maria Caputi | Spectateurs : 6 888 Arbitrage : Maria Caputi |

### Groupe 3
| Rang | Équipe     | Pts | J | G | N | P | Bp | Bc | Diff |  | Résultats (▼ dom., ► ext.) |     |     |     |     |
| ---- | ---------- | --- | - | - | - | - | -- | -- | ---- |  | -------------------------- | --- | --- | --- | --- |
| 1    | Espagne T  | 15  | 6 | 5 | 0 | 1 | 21 | 8  | +13  |  | Espagne T                  |     | 2-1 | 3-2 | 7-1 |
| 2    | Angleterre | 10  | 6 | 3 | 1 | 2 | 16 | 6  | +10  |  | Angleterre                 | 1-0 |     | 5-0 | 6-0 |
| 3    | Belgique   | 6   | 6 | 2 | 0 | 4 | 9  | 16 | -7   |  | Belgique                   | 1-5 | 3-2 |     | 0-1 |
| 4    | Portugal P | 4   | 6 | 1 | 1 | 4 | 5  | 21 | -16  |  | Portugal P                 | 2-4 | 1-1 | 0-3 |     |

| 1re journée           | Espagne                                                                     | 3 - 2   | Belgique                            | Stade Ciutat de València, Valence              |                                                |
| 21 février 2025 18h45 | ( Caldentey) Pina 77e · ( Paralluelo) L. García 90+2e · Martín-Prieto 90+6e | (0 - 1) | 18e Toloba · 72e Wullaert (Toloba ) | Spectateurs : 9 369 Arbitrage : Frida Klarlund | Spectateurs : 9 369 Arbitrage : Frida Klarlund |
| 21 février 2025 18h45 | S. García 43e · Pina 77e · Codina 90+2e                                     | Rapport | 88e Van Kerkhoven                   | Spectateurs : 9 369 Arbitrage : Frida Klarlund | Spectateurs : 9 369 Arbitrage : Frida Klarlund |

| 21 février 2025 | Portugal                 | 1 - 1   | Angleterre                         | Estádio do Portimonense, Portimão                |                                                  |
| 20h45 (19h45)   | ( Capeta) Nazareth 76e   | (0 - 1) | 15e Russo (Bronze )                | Spectateurs : 3 221 Arbitrage : Ivana Projkovska | Spectateurs : 3 221 Arbitrage : Ivana Projkovska |
| 20h45 (19h45)   | Amado 24e · T. Pinto 66e | Rapport | 35e Park · 65e Walsh · 79e Clinton | Spectateurs : 3 221 Arbitrage : Ivana Projkovska | Spectateurs : 3 221 Arbitrage : Ivana Projkovska |

| 2e journée            | Belgique                    | 0 - 1   | Portugal                                             | Den Dreef, Louvain                             |                                                |
| 26 février 2025 20h15 |                             | (0 - 0) | 51e (pen.) Costa                                     | Spectateurs : 3 836 Arbitrage : Eleni Antoniou | Spectateurs : 3 836 Arbitrage : Eleni Antoniou |
| 26 février 2025 20h15 | Iliano 71e · Eurlings 90+3e | Rapport | 75e Alves · 78e Norton · 86e Gomes · 90+1e Do. Silva | Spectateurs : 3 836 Arbitrage : Eleni Antoniou | Spectateurs : 3 836 Arbitrage : Eleni Antoniou |

| 26 février 2025 | Angleterre | 1 - 0   | Espagne     | Wembley Stadium, Londres                       |                                                |
| 21h00 (20h00)   | Park 33e   | (1 - 0) |             | Spectateurs : 46 550 Arbitrage : Tess Olofsson | Spectateurs : 46 550 Arbitrage : Tess Olofsson |
| 21h00 (20h00)   | Kelly 88e  | Rapport | 23e Paredes | Spectateurs : 46 550 Arbitrage : Tess Olofsson | Spectateurs : 46 550 Arbitrage : Tess Olofsson |

| 3e journée                 | Portugal                              | 2 - 4   | Espagne                                                                                    | Stade de Mata Real, Paços de Ferreira              |                                                    |
| 4 avril 2025 20h45 (19h45) | ( Gomes) Amado 27e · Costa 56e (pen.) | (1 - 3) | 25e Guijarro (Bonmatí ) · 40e Aleixandri (Pina ) · 43e Pina · 89e González (Del Castillo ) | Spectateurs : 5 225 Arbitrage : Iuliana Demetrescu | Spectateurs : 5 225 Arbitrage : Iuliana Demetrescu |
| 4 avril 2025 20h45 (19h45) | Jacinto 59e · Gomes 62e               | Rapport | 65e Paralluelo · 75e Guijarro                                                              | Spectateurs : 5 225 Arbitrage : Iuliana Demetrescu | Spectateurs : 5 225 Arbitrage : Iuliana Demetrescu |

| 4 avril 2025  | Angleterre                                                                    | 5 - 0   | Belgique                                                   | Ashton Gate, Bristol                                 |                                                      |
| 21h00 (20h00) | Bronze 21e · ( Bronze) Bright 45+1e · Beever-Jones 67e · Park 78e · Walsh 88e | (2 - 0) |                                                            | Spectateurs : 23 202 Arbitrage : Marta Huerta De Aza | Spectateurs : 23 202 Arbitrage : Marta Huerta De Aza |
| 21h00 (20h00) |                                                                               | Rapport | 17e Vanhaevermaet · 55e Janssens · 71e Iliano · 87e Tysiak | Spectateurs : 23 202 Arbitrage : Marta Huerta De Aza | Spectateurs : 23 202 Arbitrage : Marta Huerta De Aza |

| 4e journée         | Espagne | 7 - 1   | Portugal              | Stade Balaídos, Vigo                                |                                                     |
| 8 avril 2025 19h00 | ( Caldentey) Paralluelo 2e · ( Caldentey) Bonmatí 8e · ( Pina) Bonmatí 12e · ( Caldentey) Putellas 28e · ( Del Castillo) Caldentey 47e · ( Bonmatí) Putellas 51e · ( Del Castillo) González 60e | (4 - 0) | 71e Fonseca (Norton ) | Spectateurs : 15 526 Arbitrage : Stéphanie Frappart | Spectateurs : 15 526 Arbitrage : Stéphanie Frappart |
| 8 avril 2025 19h00 | Rapport |         |                       | Spectateurs : 15 526 Arbitrage : Stéphanie Frappart | Spectateurs : 15 526 Arbitrage : Stéphanie Frappart |

| 8 avril 2025 | Belgique                                                                               | 3 - 2   | Angleterre                            | Den Dreef, Louvain                           |                                              |
| 20h30        | ( J. Janssens) Wullaert 4e · ( Wullaert) Vanhaevermaet 16e · ( Philtjens) Wullaert 29e | (3 - 1) | 35e (pen.) Mead · 81e Agyemang        | Spectateurs : 6 253 Arbitrage : Maria Caputi | Spectateurs : 6 253 Arbitrage : Maria Caputi |
| 20h30        | Philtjens 73e · Delacauw 78e · Teulings 88e · Blom 90+2e                               | Rapport | 56e Bronze · 82e Toone · 90+2e Morgan | Spectateurs : 6 253 Arbitrage : Maria Caputi | Spectateurs : 6 253 Arbitrage : Maria Caputi |

| 5e journée        | Belgique      | 1 - 5   | Espagne                                                                                     | Den Dreef, Louvain                           |                                              |
| 30 mai 2025 20h30 | De Caigny 88e | (0 - 1) | 36e González (Caldentey ) · 64e González · 78e 79e Del Castillo · 85e Redondo (Paralluelo ) | Spectateurs : 8 054 Arbitrage : Ewa Augustyn | Spectateurs : 8 054 Arbitrage : Ewa Augustyn |
| 30 mai 2025 20h30 | Detruyer 49e  | Rapport | 11e Carmona · 87e Corrales                                                                  | Spectateurs : 8 054 Arbitrage : Ewa Augustyn | Spectateurs : 8 054 Arbitrage : Ewa Augustyn |

| 30 mai 2025   | Angleterre | 6 - 0   | Portugal   | Wembley Stadium, Londres                        |                                                 |
| 20h45 (19h45) | Beever-Jones 3e · ( Mead) Bronze 5e · ( Bronze) Beever-Jones 26e · ( Park) Mead 29e · ( Williamson) Beever-Jones 33e · ( Mead) Kelly 62e | (5 - 0) |            | Spectateurs : 48 531 Arbitrage : Frida Klarlund | Spectateurs : 48 531 Arbitrage : Frida Klarlund |
| 20h45 (19h45) | Clinton 59e | Rapport | 79e Capeta | Spectateurs : 48 531 Arbitrage : Frida Klarlund | Spectateurs : 48 531 Arbitrage : Frida Klarlund |

| 6e journée                | Portugal  | 0 - 3   | Belgique                                                | Estádio dos Barreiros, Funchal                |                                               |
| 3 juin 2025 19h00 (18h00) |           | (0 - 1) | 37e Vanhaevermaet (Eurlings ) · 67e (pen.) 72e Wullaert | Spectateurs : 5 675 Arbitrage : Tess Olofsson | Spectateurs : 5 675 Arbitrage : Tess Olofsson |
| 3 juin 2025 19h00 (18h00) | Amado 18e | Rapport | 25e J. Janssens · 86e Vanhaevermaet · 90+1e Iliano      | Spectateurs : 5 675 Arbitrage : Tess Olofsson | Spectateurs : 5 675 Arbitrage : Tess Olofsson |

| 3 juin 2025 | Espagne                       | 2 - 1   | Angleterre               | RCDE Stadium, Barcelone                          |                                                  |
| 19h00       | Pina 60e · ( Batlle) Pina 70e | (0 - 1) | 22e Russo (Charles )     | Spectateurs : 14 107 Arbitrage : Katalin Kulcsár | Spectateurs : 14 107 Arbitrage : Katalin Kulcsár |
| 19h00       | Aleixandri 29e                | Rapport | 83e Kearns · 90+3e Walsh | Spectateurs : 14 107 Arbitrage : Katalin Kulcsár | Spectateurs : 14 107 Arbitrage : Katalin Kulcsár |

### Groupe 4
| Rang | Équipe           | Pts | J | G | N | P | Bp | Bc | Diff |  | Résultats (▼ dom., ► ext.) |     |     |     |     |
| ---- | ---------------- | --- | - | - | - | - | -- | -- | ---- |  | -------------------------- | --- | --- | --- | --- |
| 1    | Suède            | 12  | 6 | 3 | 3 | 0 | 13 | 6  | +7   |  | Suède                      |     | 3-2 | 6-1 | 1-1 |
| 2    | Italie           | 10  | 6 | 3 | 1 | 2 | 11 | 7  | +4   |  | Italie                     | 0-0 |     | 1-3 | 1-0 |
| 3    | Danemark         | 9   | 6 | 3 | 0 | 3 | 8  | 13 | -5   |  | Danemark                   | 1-2 | 0-3 |     | 1-0 |
| 4    | Pays de Galles P | 2   | 6 | 0 | 2 | 4 | 4  | 10 | -6   |  | Pays de Galles P           | 1-1 | 1-4 | 1-2 |     |

| 1re journée           | Italie                   | 1 - 0   | Pays de Galles          | Stadio Brianteo, Monza                          |                                                 |
| 21 février 2025 18h15 | ( Giugliano) Bonansea 5e | (1 - 0) |                         | Spectateurs : 4 219 Arbitrage : Katalin Kulcsár | Spectateurs : 4 219 Arbitrage : Katalin Kulcsár |
| 21 février 2025 18h15 | Girelli 55e              | Rapport | 37e Jones · 90+4e Evans | Spectateurs : 4 219 Arbitrage : Katalin Kulcsár | Spectateurs : 4 219 Arbitrage : Katalin Kulcsár |

| 21 février 2025 | Danemark          | 1 - 2   | Suède                                               | Odense Stadium, Odense                       |                                              |
| 19h15           | Harder 17e (pen.) | (1 - 1) | 7e Sembrant (Bennison ) · 54e Rolfö (Blackstenius ) | Spectateurs : 3 202 Arbitrage : Riem Hussein | Spectateurs : 3 202 Arbitrage : Riem Hussein |
| 19h15           |                   | Rapport | 31e Angeldahl · 80e Gerhardsson · 90+5e Eriksson    | Spectateurs : 3 202 Arbitrage : Riem Hussein | Spectateurs : 3 202 Arbitrage : Riem Hussein |

| 2e journée            | Italie                        | 1 - 3   | Danemark                                                     | Stadio Alberto Picco, La Spezia                     |                                                     |
| 25 février 2025 18h15 | ( Boattin) Cambiaghi 58e      | (0 - 0) | 53e Færge (Hasbo ) · 74e Holmgaard · 90+3e Thomsen (Harder ) | Spectateurs : 1 671 Arbitrage : Olatz Rivera Olmedo | Spectateurs : 1 671 Arbitrage : Olatz Rivera Olmedo |
| 25 février 2025 18h15 | Boattin 51e · Bergamaschi 67e | Rapport | 70e Færge                                                    | Spectateurs : 1 671 Arbitrage : Olatz Rivera Olmedo | Spectateurs : 1 671 Arbitrage : Olatz Rivera Olmedo |

| 25 février 2025 | Pays de Galles    | 1 - 1   | Suède                    | Racecourse Ground, Wrexham                          |                                                     |
| 20h15 (19h15)   | Barton 76e (pen.) | (0 - 1) | 14e Angeldahl (Vinberg ) | Spectateurs : 6 077 Arbitrage : Désirée Grundbacher | Spectateurs : 6 077 Arbitrage : Désirée Grundbacher |
| 20h15 (19h15)   | Powell 43e        | Rapport | 52e Zigiotti Olme        | Spectateurs : 6 077 Arbitrage : Désirée Grundbacher | Spectateurs : 6 077 Arbitrage : Désirée Grundbacher |

| 3e journée         | Suède                                            | 3 - 2   | Italie                                             | Strawberry Arena, Solna                     |                                             |
| 4 avril 2025 19h00 | Asllani 56e · Angeldahl 75e · Rolfö 90+5e (pen.) | (0 - 1) | 1re Severini (Beccari ) · 85e Cambiaghi (Cantore ) | Spectateurs : 14 521 Arbitrage : Alina Peşu | Spectateurs : 14 521 Arbitrage : Alina Peşu |
| 4 avril 2025 19h00 |                                                  | Rapport | 74e Schatzer                                       | Spectateurs : 14 521 Arbitrage : Alina Peşu | Spectateurs : 14 521 Arbitrage : Alina Peşu |

| 4 avril 2025  | Pays de Galles         | 1 - 2   | Danemark                                      | Cardiff City Stadium, Cardiff                    |                                                  |
| 20h15 (19h45) | ( Roberts) Holland 34e | (1 - 1) | 7e Bruun (Harder ) · 72e Vangsgaard (Snerle ) | Spectateurs : 6 779 Arbitrage : Michalina Diakow | Spectateurs : 6 779 Arbitrage : Michalina Diakow |
| 20h15 (19h45) |                        | Rapport | 90+10e Vangsgaard                             | Spectateurs : 6 779 Arbitrage : Michalina Diakow | Spectateurs : 6 779 Arbitrage : Michalina Diakow |

| 4e journée         | Danemark | 0 - 3   | Italie                                                             | MCH Arena, Herning                              |                                                 |
| 8 avril 2025 18h00 |          | (0 - 0) | 59e Caruso (Giugliano ) · 79e Di Guglielmo · 86e Girelli (Caruso ) | Spectateurs : 5 166 Arbitrage : Ivana Martinčić | Spectateurs : 5 166 Arbitrage : Ivana Martinčić |
| 8 avril 2025 18h00 |          | Rapport | 45+2e Di Guglielmo                                                 | Spectateurs : 5 166 Arbitrage : Ivana Martinčić | Spectateurs : 5 166 Arbitrage : Ivana Martinčić |

| 8 avril 2025 | Suède         | 1 - 1   | Pays de Galles | Gamla Ullevi, Göteborg                              |                                                     |
| 19h00        | Eriksson 59e  | (0 - 0) | 67e Cain       | Spectateurs : 8 759 Arbitrage : Olatz Rivera Olmedo | Spectateurs : 8 759 Arbitrage : Olatz Rivera Olmedo |
| 19h00        | Vinberg 90+5e | Rapport | 85e Roberts    | Spectateurs : 8 759 Arbitrage : Olatz Rivera Olmedo | Spectateurs : 8 759 Arbitrage : Olatz Rivera Olmedo |

| 5e journée        | Italie           | 0 - 0   | Suède                    | Stade Ennio Tardini, Parme                         |                                                    |
| 30 mai 2025 18h20 |                  |         |                          | Spectateurs : 2 337 Arbitrage : Stéphanie Frappart | Spectateurs : 2 337 Arbitrage : Stéphanie Frappart |
| 30 mai 2025 18h20 | Di Guglielmo 36e | Rapport | 37e Ericsson · 39e Bjorn | Spectateurs : 2 337 Arbitrage : Stéphanie Frappart | Spectateurs : 2 337 Arbitrage : Stéphanie Frappart |

| 30 mai 2025 | Danemark   | 1 - 0   | Pays de Galles | Odense Stadium, Odense                          |                                                 |
| 19h15       | Harder 48e | (0 - 0) |                | Spectateurs : 3 442 Arbitrage : Catarina Campos | Spectateurs : 3 442 Arbitrage : Catarina Campos |
| 19h15       | Harder 32e | Rapport |                | Spectateurs : 3 442 Arbitrage : Catarina Campos | Spectateurs : 3 442 Arbitrage : Catarina Campos |

| 6e journée                | Pays de Galles | 1 - 4   | Italie                                                                                    | Swansea.com Stadium, Swansea                   |                                                |
| 3 juin 2025 19h30 (18h30) | Fishlock 82e   | (0 - 4) | 9e Linari · 21e Girelli (Giugliano ) · 41e Cantore (Soffia ) · 45+5e Girelli (Giugliano ) | Spectateurs : 5 964 Arbitrage : Eleni Antoniou | Spectateurs : 5 964 Arbitrage : Eleni Antoniou |
| 3 juin 2025 19h30 (18h30) |                | Rapport | 35e Soffia · 62e Linari                                                                   | Spectateurs : 5 964 Arbitrage : Eleni Antoniou | Spectateurs : 5 964 Arbitrage : Eleni Antoniou |

| 3 juin 2025 | Suède | 6 - 1   | Danemark             | Strawberry Arena, Solna                        |                                                |
| 19h30       | ( Rolfö) Blackstenius 1re · Kaneryd 5e · ( Blackstenius) Angeldal 11e · ( Kaneryd) Blackstenius 43e · ( Janogy) Blackstenius 53e · ( Kaneryd) Hurtig 90+2e | (4 - 1) | 41e Thomsen (Bruun ) | Spectateurs : 12 428 Arbitrage : Jana Adámková | Spectateurs : 12 428 Arbitrage : Jana Adámková |
| 19h30       | | Rapport | 18e Snerle           | Spectateurs : 12 428 Arbitrage : Jana Adámková | Spectateurs : 12 428 Arbitrage : Jana Adámková |

## Classement général
Légende des classements
- Qualifiées pour les demi-finales
- Barrages de relégation
- Relégation en Ligue B

| Ligue A | Ligue A          | Ligue A                         | Ligue A | Ligue A | Ligue A | Ligue A | Ligue A | Ligue A | Ligue A | Ligue A | Ligue A |
| Rang    | Nation           | Parcours                        | Gr.     | MJ      | G       | N       | P       | Pts     | Bp      | Bc      | Diff    |
| ------- | ---------------- | ------------------------------- | ------- | ------- | ------- | ------- | ------- | ------- | ------- | ------- | ------- |
| 1re     | France           | Meilleur premier de groupe      | 2       | 6       | 6       | 0       | 0       | 18      | 14      | 2       | +12     |
| 2e      | Allemagne        | 2e meilleur premier de groupe   | 1       | 6       | 5       | 1       | 0       | 16      | 26      | 4       | +22     |
| 3e      | Espagne T        | 3e meilleur premier de groupe   | 3       | 6       | 5       | 0       | 1       | 15      | 21      | 8       | +13     |
| 4e      | Suède            | 4e meilleur premier de groupe   | 4       | 6       | 3       | 3       | 0       | 12      | 13      | 6       | +7      |
|         |                  |                                 |         |         |         |         |         |         |         |         |         |
| 5e      | Pays-Bas         | Meilleur deuxième de groupe     | 1       | 6       | 3       | 2       | 1       | 11      | 11      | 10      | +1      |
| 6e      | Angleterre       | 2e meilleur deuxième de groupe  | 3       | 6       | 3       | 1       | 2       | 10      | 16      | 6       | +10     |
| 7e      | Italie           | 3e meilleur deuxième de groupe  | 4       | 6       | 3       | 1       | 2       | 10      | 11      | 7       | +4      |
| 8e      | Norvège          | 4e meilleur deuxième de groupe  | 2       | 6       | 2       | 2       | 2       | 8       | 4       | 5       | -1      |
|         |                  |                                 |         |         |         |         |         |         |         |         |         |
| 9e      | Danemark         | Meilleur troisième de groupe    | 4       | 6       | 3       | 0       | 3       | 9       | 8       | 13      | -5      |
| 10e     | Belgique         | 2e meilleur troisième de groupe | 3       | 6       | 2       | 0       | 4       | 6       | 9       | 16      | -7      |
| 11e     | Autriche         | 3e meilleur troisième de groupe | 1       | 6       | 2       | 0       | 4       | 6       | 5       | 16      | -11     |
| 12e     | Islande          | 4e meilleur troisième de groupe | 2       | 6       | 0       | 4       | 2       | 4       | 6       | 9       | -3      |
|         |                  |                                 |         |         |         |         |         |         |         |         |         |
| 13e     | Portugal P       | Meilleur quatrième de groupe    | 3       | 6       | 1       | 1       | 4       | 4       | 5       | 21      | -16     |
| 14e     | Pays de Galles P | 2e meilleur quatrième de groupe | 4       | 6       | 0       | 2       | 6       | 2       | 4       | 10      | -6      |
| 15e     | Suisse P         | 3e meilleur quatrième de groupe | 2       | 6       | 0       | 2       | 4       | 2       | 4       | 12      | -8      |
| 16e     | Écosse P         | 4e meilleur quatrième de groupe | 1       | 6       | 0       | 1       | 5       | 1       | 3       | 15      | -12     |

## Tableau final
|  | Demi-finales                       | Demi-finales                      | Demi-finales                      | Demi-finales                      |                               |                       | Finale                             | Finale                             | Finale                             | Finale                             |
|  |                                    |                                   |                                   |                                   |                               |                       |                                    |                                    |                                    |                                    |
|  | 24 octobre 2025 & 28 octobre 2025  | 24 octobre 2025 & 28 octobre 2025 | 24 octobre 2025 & 28 octobre 2025 | 24 octobre 2025 & 28 octobre 2025 |                               |                       | 28 novembre 2025 & 2 décembre 2025 | 28 novembre 2025 & 2 décembre 2025 | 28 novembre 2025 & 2 décembre 2025 | 28 novembre 2025 & 2 décembre 2025 |
|  | Allemagne                          | Allemagne                         | -                                 | -                                 |                               |                       | 28 novembre 2025 & 2 décembre 2025 | 28 novembre 2025 & 2 décembre 2025 | 28 novembre 2025 & 2 décembre 2025 | 28 novembre 2025 & 2 décembre 2025 |
|  | Allemagne                          | Allemagne                         | -                                 | -                                 |                               |                       | 28 novembre 2025 & 2 décembre 2025 | 28 novembre 2025 & 2 décembre 2025 | 28 novembre 2025 & 2 décembre 2025 | 28 novembre 2025 & 2 décembre 2025 |
|  | France                             | France                            | -                                 | -                                 |                               |                       | 28 novembre 2025 & 2 décembre 2025 | 28 novembre 2025 & 2 décembre 2025 | 28 novembre 2025 & 2 décembre 2025 | 28 novembre 2025 & 2 décembre 2025 |
|  | France                             | France                            | -                                 | -                                 | Gagnant demi-finale 1         | Gagnant demi-finale 1 | -                                  | -                                  |                                    |                                    |
|  | 24 octobre 2025 & 28 octobre 2025  |                                   |                                   |                                   | Gagnant demi-finale 1         | Gagnant demi-finale 1 | -                                  | -                                  |                                    |                                    |
|  |                                    |                                   | Gagnant demi-finale 2             | Gagnant demi-finale 2             | -                             | -                     |                                    |                                    |                                    |                                    |
|  | Espagne                            | Espagne                           | Gagnant demi-finale 2             | Gagnant demi-finale 2             | -                             | -                     | -                                  | -                                  |                                    |                                    |
|  | Espagne                            | Espagne                           |                                   |                                   |                               |                       |                                    | -                                  |                                    |                                    |
|  | Suède                              | Suède                             | -                                 | -                                 |                               |                       |                                    |                                    |                                    |                                    |
|  | Suède                              | Suède                             | -                                 | -                                 | Match pour la troisième place |                       |                                    |                                    |                                    |                                    |
|  |                                    |                                   |                                   |                                   |                               |                       |                                    |                                    |                                    |                                    |
|  | 28 novembre 2025 & 2 décembre 2025 |                                   |                                   |                                   |                               |                       |                                    |                                    |                                    |                                    |
|  | Perdant demi-finale 1              | Perdant demi-finale 1             | -                                 | -                                 |                               |                       |                                    |                                    |                                    |                                    |
|  | Perdant demi-finale 1              | Perdant demi-finale 1             | -                                 | -                                 |                               |                       |                                    |                                    |                                    |                                    |
|  | Perdant demi-finale 2              | Perdant demi-finale 2             | -                                 | -                                 |                               |                       |                                    |                                    |                                    |                                    |
|  | Perdant demi-finale 2              | Perdant demi-finale 2             | -                                 | -                                 |                               |                       |                                    |                                    |                                    |                                    |

### Demi-finales
| Match aller     | Allemagne | -   | France |                             |                             |
| 24 octobre 2025 |           | (-) |        | Arbitrage : Arbitre vidéo : | Arbitrage : Arbitre vidéo : |
| 24 octobre 2025 | Rapport   |     |        | Arbitrage : Arbitre vidéo : | Arbitrage : Arbitre vidéo : |

| Match retour    | France  | -   | Allemagne |                             |                             |
| 28 octobre 2025 |         | (-) |           | Arbitrage : Arbitre vidéo : | Arbitrage : Arbitre vidéo : |
| 28 octobre 2025 | Rapport |     |           | Arbitrage : Arbitre vidéo : | Arbitrage : Arbitre vidéo : |

| Match aller     | Espagne | -   | Suède |                             |                             |
| 24 octobre 2025 |         | (-) |       | Arbitrage : Arbitre vidéo : | Arbitrage : Arbitre vidéo : |
| 24 octobre 2025 | Rapport |     |       | Arbitrage : Arbitre vidéo : | Arbitrage : Arbitre vidéo : |

| Match retour    | Suède   | -   | Espagne |                             |                             |
| 28 octobre 2025 |         | (-) |         | Arbitrage : Arbitre vidéo : | Arbitrage : Arbitre vidéo : |
| 28 octobre 2025 | Rapport |     |         | Arbitrage : Arbitre vidéo : | Arbitrage : Arbitre vidéo : |

### Match pour la3eplace
| Match aller      | Perdant demi-finale 1 | -   | Perdant demi-finale 2 |                             |                             |
| 28 novembre 2025 |                       | (-) |                       | Arbitrage : Arbitre vidéo : | Arbitrage : Arbitre vidéo : |
| 28 novembre 2025 | Rapport               |     |                       | Arbitrage : Arbitre vidéo : | Arbitrage : Arbitre vidéo : |

| Match retour    | Perdant demi-finale 2 | -   | Perdant demi-finale 1 |                             |                             |
| 2 décembre 2025 |                       | (-) |                       | Arbitrage : Arbitre vidéo : | Arbitrage : Arbitre vidéo : |
| 2 décembre 2025 | Rapport               |     |                       | Arbitrage : Arbitre vidéo : | Arbitrage : Arbitre vidéo : |

### Finale
| Match aller      | Gagnant demi-finale 1 | -   | Gagnant demi-finale 2 |                             |                             |
| 28 novembre 2025 |                       | (-) |                       | Arbitrage : Arbitre vidéo : | Arbitrage : Arbitre vidéo : |
| 28 novembre 2025 | Rapport               |     |                       | Arbitrage : Arbitre vidéo : | Arbitrage : Arbitre vidéo : |

| Match retour    | Gagnant demi-finale 2 | -   | Gagnant demi-finale 1 |                             |                             |
| 2 décembre 2025 |                       | (-) |                       | Arbitrage : Arbitre vidéo : | Arbitrage : Arbitre vidéo : |
| 2 décembre 2025 | Rapport               |     |                       | Arbitrage : Arbitre vidéo : | Arbitrage : Arbitre vidéo : |